# Hosaby
Hosaby är en bebyggelse i Mjällby socken i Sölvesborgs kommun i Blekinge län belägen sydost om Mjällby. SCB har för bebyggelsen avgränsat en småort.
Söder om Hosaby finns bebyggelsen Hosaby björke som fram till av SCB var klassad som en småort.